# Speonomus bourgoini
Speonomus bourgoini es una especie de escarabajo del género Speonomus, familia Leiodidae. Fue descrita por René Gabriel Jeannel en 1947. Se encuentra en Francia. 

## Subespecies
La especie se divide en las siguientes subespecies:
- S. b. bourgoini
- S. b. pachycerus